# ザ・合気道
『ザ・合気道 燃える男ら』（ざ・あいきどう もえるやつら）は、日本の漫画家・美和剛が佐藤貞夫名義で執筆した、合気道を題材にした漫画。

## 内容

### 第1話 Los Angeles 1985
アメリカ・ロサンゼルスのリトル・トウキョーで暮らす日系少女エミーが保護した老人・明智は、戦時中に収容所入りを逃れていたため、アメリカのスパイと決めつけられ、日系人社会からつまはじきにされていた。暴走族マッド・スペシャルのメンバーから強姦されかかったエミーを、明智が合気道の技で助けたことで、エミーは彼から合気道を学ぶことに。しかしマッド・スペシャルが明智を襲撃する。数百人のメンバーを合気道で倒していく明智の姿を見て、エミーは、アメリカが彼を収容所に入れなかったのはこの技を収容者が身につけて暴動を起こすことを恐れたからだと気付く。

### 第2話 力（パワー）VS.技
昭和61年の大相撲は、ハワイ出身の力士・甲錦（こうにしき）のパワーの前に日本人力士が次々と敗れ、負傷者も出る有り様であった。日本相撲協会は合気道の道場主を訪ね、力士に合気道の技を身につけさせようとするが断られる。日本人横綱のタニマチ・帝国産業は、雇った大勢のヤクザを、甲錦が休暇を過ごしているハワイに送り込み、人気のない海岸で襲撃させる。しかし、合気道の研修のため偶然ハワイに渡っていた道場主が、甲錦を助けに入る。道場主が次々にヤクザを投げ飛ばしていく光景に驚いた甲錦は、2人がかりでヤクザを倒した後に道場主に挑んだものの、そのたびに軽々と投げられて砂浜に転がされるのだった。

### 第3話 魂（こん）
強くなりたいと願い、男は命がけの特訓を繰り返す。目隠しをし、雨の路上に飛び出して車を避ける、あるいは日本刀を天井から吊した下に横になり、糸が切れる瞬間を察して逃れる。断食をしても会得できなかったものを、彼はヤクザ同士の抗争の中に求めた。ヤクザに喧嘩を売り、わざと刃物で襲わせ、合気道で倒す。しかし男を尾行してきた刑事の腕のほうが上であった。男を押さえ込んだ刑事は、合気の道を踏み外していると諭す。

## 関連事項
- 合気道